# The Legend of Spyro: A New Beginning
The Legend of Spyro: A New Beginning er et computerspil, der blev udgivet i Europa 27. oktober 2006 til både Playstation 2, GameCube, Xbox, Nintendo DS og Game Boy Advance, det blev også udgivet i Nord Amerika i 2006 til både Playstation 2, GameCube, Xbox, Nintendo DS og GameBoy Advance. Spillet er efterfølgeren til A Hero´s Tail, og er det sjette spil i Spyroserien, og var den tredje titel i serien der blev udgivet til PlayStation 2 og GameCube, og den anden til Xbox. Det blev udviklet af Krome Studios.
Som titlen antyder, er A New Beginning en helt ny histore, hvor Spyro bliver sendt ud på en opgave, hvor han skal fange Guardian drager så Dark Master ikke vender tilbage fra sit fængsel. En anden, ond hundrage ved navn Cynder udnytter sine mørke undersåtter til at svække de fire Guardian dragers kræfter (ild, stød, is, og jord) i et forsøg på at åbne for Dark Master's fængsel, og bringe rædsel i hele verden.

## Stemmer
- Elijah Wood: Spyro
- David Spade: Sparx
- Gary Oldman: Ignitus
- Cree Summer: Cynder
- Corey Burton: Volteer/Exhumor
- Jeff Bennett: Cyril/Flash/Mole-Yair
- Kevin Michael Richardson: Terrador/Den Dirigent (The Conductor)/Gaul
- Phil LaMarr: Kane
- Vanessa Marshall: Nina
- Yderligere Stemmer: Jess Harnell, Chris Borders